# Натт, Дэвид
Дэвид Джон Натт (род. 16 апреля 1951 года) — британский психиатр, профессор нейропсихофармакологии Имперского колледжа Лондона и бывший глава Совета по вопросам наркополитики правительства  Великобритании, уволенный в 2009 году за критику политики правительства в отношении психотропных веществ.

## Образование
Получил среднее образование в Бристольской гимназии, затем учился медицине в Даунинг-Колледже Кембриджского университета, который он закончил в 1972 году. В 1975 году Дэвид завершил клиническую подготовку в Guy's Hospital (Саутуарк).

## Карьера и общественное признание
Действительный член Королевской коллегии врачей, Королевского колледжа психиатров и британской Академии медицинских наук. Является обладателем John Maddox Prize. Бывший президент Британской ассоциации нейронаук и нынешний президент European Brain Council.
Состоял главным советником британского правительства по вопросам наркополитики. В 2009 году снят с должности за публичное утверждение о том, что эта политика не является научно обоснованной:

Я уверен, что истинной причиной отставки стало мое выступление в вечернем радиоэфире, где я дерзнул сказать, что самым вредоносным наркотиком в Великобритании является алкоголь. В то время Консультативному совету по проблеме злоупотребления психотропными веществами (Advisory Council on the Misuse of Drugs), председателем которого я был, даже не позволялось называть алкоголь психотропным веществом, несмотря на то что каждый ученый в стране знал, что это несомненно психотропное вещество.

## Оценка вреда психоактивных веществ

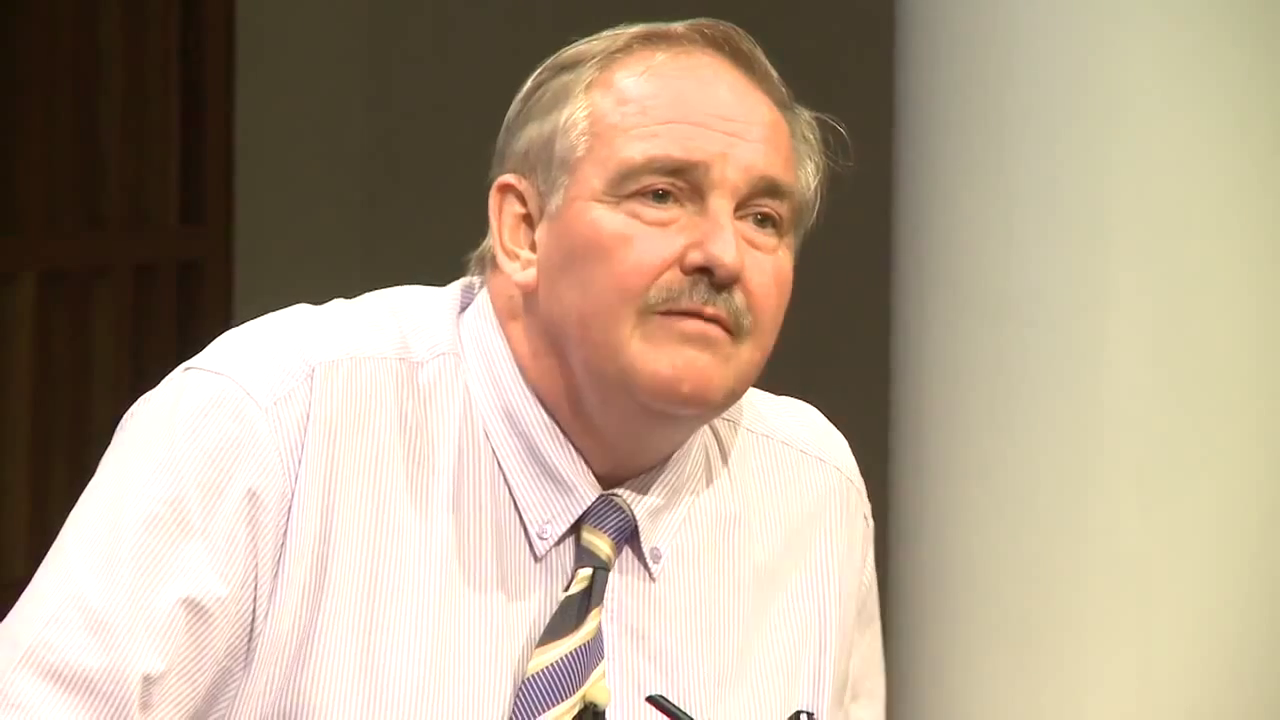
Дэвид Натт (2013)

В 2009 году Натт, тогда глава Совета по борьбе с наркотиками Великобритании, опубликовал в Journal of Psychopharmacology статью, сравнивающую риски употребления экстази с рисками занятия конным спортом: в то время как медицинские осложнения наступают примерно от каждой 10 000-й таблетки экстази, аналогичные по тяжести инциденты случаются в среднем по разу на 350 человеко-часов верховой езды, что делает этот спорт, по его заключению, опаснее приёма экстази, и «поднимает критический вопрос, почему общество относится терпимо — и даже наоборот поощряет — определённые формы потенциально опасного поведения, но [отвергает] другие, такие как приём [психоактивных] веществ»:479. Это вызвало бурную реакцию политиков, часто возникающую, по мнению Натта, в политических дискуссиях о рекреационных наркотиках, и основанную на порочном круге рассуждений в терминах чёрно-белого мышления: «наркотики — это плохо и незаконно, поэтому сравнивать их вред с законными вещами нельзя, даже для того, чтобы определить, что будет законно, а что нет»:479.
В 2009 году Дэвид Натт раскритиковал в публичной лекции решение Хоум-офиса Великобритании о переводе каннабиса из класса C в класс B (с соответствующим ужесточением ответственности за его хранение) с точки зрения того, что каннабис является менее вредным наркотиком, чем алкоголь и никотин, и министерство потребовало, чтобы он ушёл с поста главы Совета:479. Вместе с Наттом в знак протеста против этого решения уволились ещё несколько членов Совета по борьбе с наркотиками, что породило публичный скандал. Заручившись финансовой поддержкой молодого директора хедж-фонда Тоби Джексона (англ. Toby Jackson), Натт основал Независимый научный комитет по наркотикам (англ. Independent Scientific Committee on Drugs):480. Также он обвинил правительства Великобритании и США в избирательной финансовой поддержке исследований, которые показывают вред наркотиков:480, раскритиковал непоследовательное применение в наркополитике принципа предосторожности, и сравнил государственные подходы в отношении научных исследований возможного медицинского применения психоделиков с гонениями церкви на Коперника и Галилея:479. Подобный взгляд на иррациональность наркополитики, не принимающей во внимание научные исследования о вреде различных рекреационных наркотиков, разделяют и другие авторы.

Шкала вредности рекреационных веществ 2010

В 2010 году Натт с соавторами опубликовали в журнале Lancet экспертную шкалу вредности рекреационных наркотиков, вызвавшую очередные жаркие дебаты, как научные, так и публичные:480. На вершине списка по вредности оказался алкоголь, опередивший даже героин, а галлюциногенные грибы и экстази оказались в хвосте:480. Критики отвергли методологию сопоставления наркотиков по вреду, как не учитывающую взаимодействия наркотиков и социальный контекст их использования, а также как сведение всей многогранной проблемы к единственной числовой оценке — по мнению Джонатана Колкинса (англ. Jonathan Caulkins) это делает разработанную шкалу «псевдонаучным упражнением»:480. Критике также подверглось предложение следовать этим оценкам в наркополитике, как излишне технократическое:480. Другие исследователи поддержали Натта, так, статья в Addiction назвала эту шкалу, при всех её недостатках, «квантовым скачком» в направлении разработки более научно обоснованных и рациональных решений в наркополитике:480. Статья Натта с соавторами, по мнению Юргена Рема (англ. Jürgen Rehm), является весьма влиятельной, её знают все — и сторонники и противники, и она открыла новую эпоху, разделив исследования в этой области на «до неё» и «после»:480. Следует отметить, что все работы, выполненные в этой парадигме экспертных оценок вреда рекреационных наркотиков различными группами экспертов, показывают высокую сходимость результатов:5, и их результаты рутинно используются в образовательных программах для школьников и криминологических отчётах.
В 2013 году Дэвид Натт стал лауреатом премии Джона Мэддокса (англ. John Maddox Prize) за отстаивание научных оснований в социально-значимых вопросах, как выразился один из членов комитета присуждения премии, невролог Колин Блейкмор, «В обстоятельствах, которые унизили бы и заставили бы молчать большинство людей, Дэвид Натт продолжал настаивать на важности научных фактов в понимании вреда наркотиков и в разработке наркополитики»:479.

## Публикации

### Статьи
- Carhart-Harris, R. L., et al. Neural correlates of the LSD experience revealed by multimodal neuroimagin (англ.) // Proceedings of the National Academy of Sciences of the United States of America : journal. — 2016. — doi:10.1073/pnas.1518377113.
- Nutt, David; Baldwin, David; Aitchison, Katherine. Benzodiazepines: Risks and benefits. A reconsideration (англ.) // J Psychopharmacol[англ.] : journal. — 2013. — Vol. 27, no. 11. — P. Epub 2013 Sep 24. — doi:10.1177/0269881113503509. — PMID 24067791. Архивировано 2 сентября 2015 года.
- Amsterdam, Jan; Nutt, David; Brink, Wim. Generic legislation of new psychoactive drugs (англ.) // J Psychopharmacol[англ.] : journal. — 2013. — Vol. 27, no. 3. — P. 317—324. — doi:10.1177/0269881112474525. — PMID 23343598.
- Carhart-Harris, RL; Erritzoe, D; Williams, T; Stone, JM; Reed, LJ; Colasanti, A; Tyacke, RJ; Leech, R; Malizia, AL; Murphy, K; Hobden, P; Evans, J; Feilding, A; Wise, RG; Nutt, D. J. Neural correlates of the psychedelic state as determined by fMRI studies with psilocybin (англ.) // Proceedings of the National Academy of Sciences of the United States of America : journal. — 2012. — February (vol. 109, no. 6). — P. 2138—2143. — doi:10.1073/pnas.1119598109. — PMID 22308440. — PMC 3277566.
- David J. Nutt; Harrison PJ; Baldwin DS; Barnes T. R. et al. No psychiatry without psychopharmacology (англ.) // British Journal of Psychiatry : journal. — Royal College of Psychiatrists[англ.], 2011. — October (vol. 199, no. 4). — P. 263—265. — doi:10.1192/bjp.bp.111.094334. — PMID 22187725.
- Nutt, DJ; Lingford-Hughes, A; Chick, J. Through a glass darkly: can we improve clarity about mechanism and aims of medications in drug and alcohol treatments? (англ.) // Journal of Psychopharmacology[англ.] : journal. — 2012. — Vol. 26, no. 2. — P. 199—204. — doi:10.1177/0269881111410899.
- Nutt J. D. J. Highlights of the international consensus statement on major depressive disorder (англ.) // J Clin Psychiatry[англ.] : journal. — 2011. — June (vol. 72, no. 6). — P. e21. — doi:10.4088/JCP.9058tx2c. — PMID 21733474.
- Nutt D. J., King L. A., Phillips LD; Independent Scientific Committee on Drugs. Drug harms in the UK: a multicriteria decision analysis (англ.) // The Lancet : journal. — Elsevier, 2010. — November (vol. 376, no. 9752). — P. 1558—1565. — doi:10.1016/S0140-6736(10)61462-6. — PMID 21036393. Архивировано 25 мая 2015 года.
- Nutt D., King L. A., Saulsbury W., Blakemore C. Development of a rational scale to assess the harm of drugs of potential misuse (недоступная ссылка — история) (англ.) // The Lancet : journal. — Elsevier, 2007. — March (vol. 369, no. 9566). — P. 1047—1053. — doi:10.1016/S0140-6736(07)60464-4. — PMID 17382831.
- Nutt, D. Alcohol Alternatives: A Goal for Psychopharmacology? (англ.) // Journal of Psychopharmacology[англ.] : journal. — 2006. — Vol. 20. — P. 318—320. — doi:10.1177/0269881106063042. — PMID 16574703.

### Книги
- Дэвид Натт. Пить или не пить? Новая наука об алкоголе и вашем здоровье = David Nutt. Drink?: The New Science of Alcohol and Your Health. — М.: Альпина нон-фикшн, 2021. — 326 с. — ISBN 978-5-91671-977-2.
- David J. Nutt. Drugs Without the Hot Air: Minimising the Harms of Legal and Illegal Drugs (англ.). — Cambridge: UIT, 2012. — ISBN 1-906860-16-5.

По фармакотерапии
- David J. Nutt; Roni Shiloh; Stryjer Rafael; Abraham Weizman. Essentials in Clinical Psychiatric Pharmacotherapy, Second Edition (англ.). — London ; New York: Taylor & Francis, 2005. — ISBN 0-415-39983-1. 1st ed(2001):ISBN 1-84184-092-0.
- David J. Nutt; Roni Shiloh; Rafael Stryjer; Abraham Weizman. Atlas of Psychiatric Pharmacotherapy, Second Edition (англ.). — New York: Taylor & Francis, 2006. — ISBN 1-84184-281-8. 1st ed(1999):ISBN 1-85317-630-3.
- David J. Nutt; Adam Doble; Ian L. Martin. Calming the brain: benzodiazepines and related drugs from laboratory to clinic (англ.). — London: Martin Dunitz, 2001. — ISBN 1-84184-052-1.
- David J. Nutt; Mike Briley. Anxiolytics (неопр.). — Basel etc.: Birkhäuser Verlag[англ.], 2000. — ISBN 3-7643-6032-1.
- David J. Nutt; Wallace B. Mendelson. Hypnotics and Anxiolytics (неопр.). — London: Bailliere Tindall, 1995. — ISBN 0-7020-1955-0.

Brain Science
- David J. Nutt; Martin Sarter; Richard G. Lister. Benzodiazepine receptor inverse agonists (неопр.). — New York: Wiley-Liss, 1995. — ISBN 0-471-56173-8.

Наркомания и связанные расстройства
- David J. Nutt; Trevor W. Robbins; Barry J. Everitt. The neurobiology of addiction: new vistas (англ.). — Oxford: Oxford University Press, 2010. — ISBN 0-19-956215-6.
- David J. Nutt; Noeline Latt; Katherine Conigrave; Jane Marshall; John Saunders. Addiction medicine (англ.). — Oxford: Oxford University Press, 2009. — (Oxford Psychiatry Library). — ISBN 0-19-953933-2. — doi:10.1093/med/9780199539338.001.0001.
- David J. Nutt; George F. Koob; Mustafa al'Absi. Bundle for researchers in Stress and Addiction (англ.). — Boston: Academic Press, 2008. — ISBN 0-12-374868-2.
- David J. Nutt; Trevor W. Robbins; Gerald V. Stimson; Martin Ince; Andrew Jackson. Drugs and the future: brain science, addiction and society (англ.). — Boston: Academic Press, 2006. — ISBN 0-12-370624-6.

Тревожные расстройства
- David J. Nutt; James C. Ballenger. Anxiety disorders (неопр.). — Oxford: Blackwell Science, 2003. — ISBN 0-632-05938-9.
- David J. Nutt; Eric J.L. Griez; Carlo Faravelli; Joseph Zohar. Anxiety disorders: an introduction to clinical management and research (англ.). — New York: Wiley, 2001. — ISBN 0-471-97873-6. — doi:10.1002/0470846437.
- David J. Nutt; Spilios Argyropoulos; Adrian Feeney. Anxiety Disorders Comorbid with Depression: Panic Disorder and Agoraphobia (англ.). — London: Martin Dunitz, 2002. — ISBN 1-84184-049-1.
- David J. Nutt; Karl Rickels; Dan J. Stein. Generalised Anxiety Disorder: Symptomatology, Pathogenesis and Management (англ.). — London: Martin Dunitz, 2002. — ISBN 1-84184-131-5.
- David J. Nutt; Spilios Argyropoulos; Sam Forshall. Generalized Anxiety Disorder: Diagnosis, Treatment and Its Relationship to Other Anxiety Disorders, 3rd edition (англ.). — London: Martin Dunitz, 2001. — ISBN 1-84184-135-8. 1st ed(1998):ISBN 1-85317-659-1 .
- David J. Nutt; Spilios Argyropoulos; Sean Hood. Clinician's manual on anxiety disorders and comorbid depression (англ.). — London: Science Press, 2000. — ISBN 1-85873-397-9.

Сон и связанные расстройства
- David J. Nutt; Sue Wilson. Sleep disorders (англ.). — Oxford: Oxford University Press, 2008. — (Oxford Psychiatry Library). — ISBN 0-19-923433-7. — doi:10.1093/med/9780199234332.001.0001.
- David J. Nutt; Jaime M. Monti; S. R. Pandi-Perumal; Barry L. Jacobs. Serotonin and Sleep: Molecular, Functional and Clinical Aspects (англ.). — Basel: Birkhäuser[англ.], 2008. — ISBN 978-3-7643-8560-6. — doi:10.1007/978-3-7643-8561-3.

Другие рассройства
- David J. Nutt; Sidney H. Kennedy; Raymond W. Lam; Michael E. Thase. Treating Depression Effectively: Applying Clinical Guidelines, Second Edition (англ.). — Informa Healthcare[англ.], 2007. — ISBN 0-415-43910-8. 1st ed(2004):ISBN 1-84184-328-8.
- David J. Nutt; Caroline Bell; John Potokar. Depression. Anxiety and the Mixed Condition - pocketbook (англ.). — London: Martin Dunitz, 1996. — ISBN 1-85317-359-2.
- David J. Nutt; Eric J. L. Griez; Carlo Faravelli; Joseph Zohar. Mood disorders: clinical management and research issues (англ.). — London: J. Wiley, 2005. — ISBN 0-470-09426-5. — doi:10.1002/0470094281.
- David J. Nutt; Caroline Bell; Christine Masterson; Clare Short. Mood and anxiety disorders in children and adolescents: a psychopharmacological (англ.). — London: Martin Dunitz, 2001. — ISBN 1-85317-924-8.
- David J. Nutt; James C. Ballenger; Jean Pierre Lépine. Panic Disorder: Clinical Diagnosis, Management and Mechanisms (англ.). — London: Martin Dunitz, 1999. — ISBN 1-85317-518-8.
- David J. Nutt; Murray B. Stein; Joseph Zohar. Post-traumatic Stress Disorder Diagnosis, Management And Treatment, Second Ediiton (англ.). — London: Informa Healthcare[англ.], 2009. — ISBN 0-415-39571-2. 1st(2000):ISBN 1-85317-926-4.